# Natàlia Vóltxek
Natàlia Vóltxek (rus: Наталья Мечиславовна Волчек)  (Minsk, 6 de gener de 1972) és una remadora belarussa, ja retirada, que va competir durant la dècada de 1990.
El 1996 va prendre part en els Jocs Olímpics d'Estiu d'Atlanta, on va guanyar la medalla de bronze en la prova del vuit amb timoner del programa de rem.